# Bolsa Nacional de Valores de India

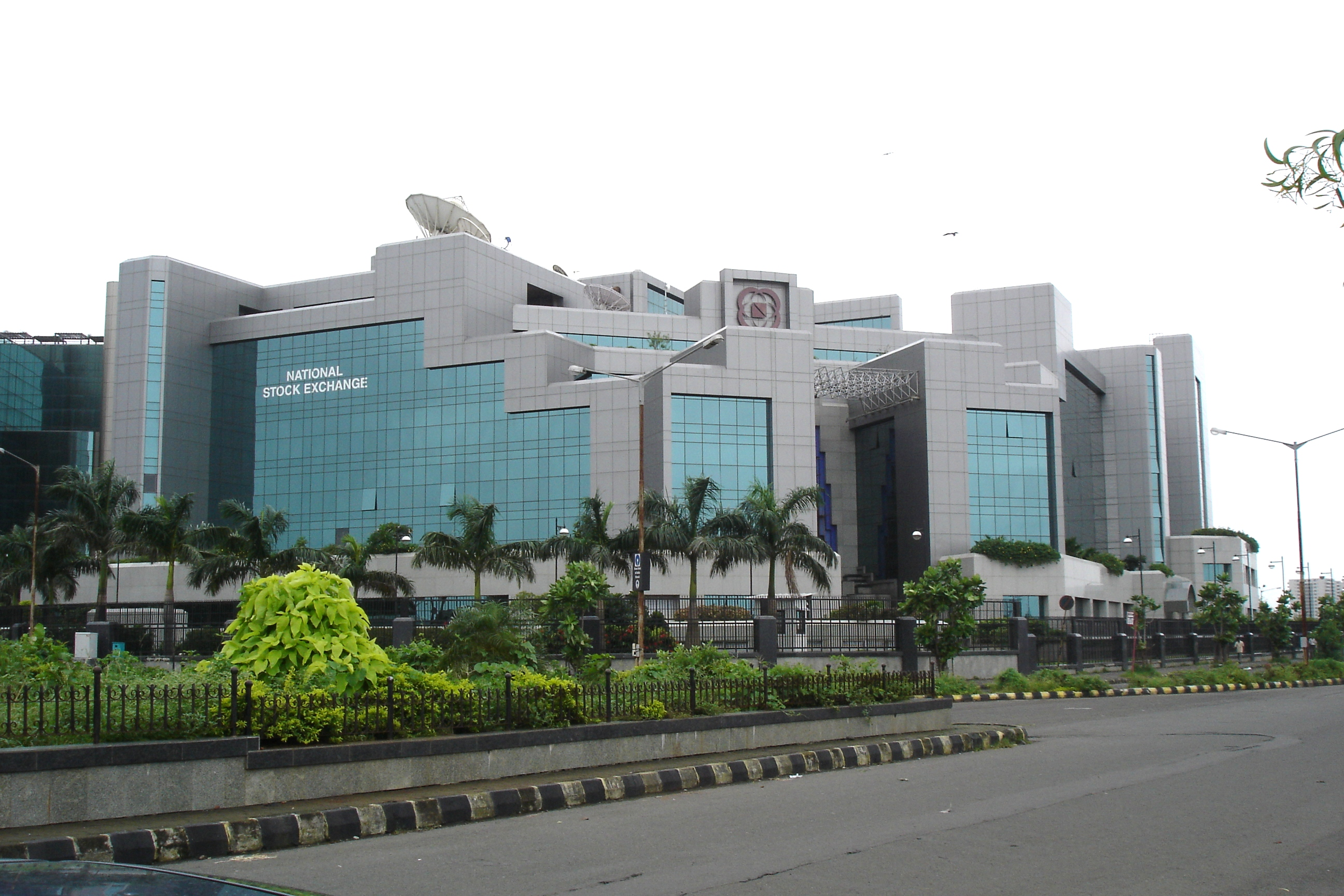
Edificio sede de la NSE en BKC, Mumbai.

La  Bolsa Nacional de Valores de India (en inglés: National Stock Exchange of India Limited, o  NSE por sus siglas en inglés) es la bolsa de valores líder de India, que se encuentra en Mumbai. La NSE fue creada en 1992 como la primera bolsa electrónica no mutualizada del país. La NSE fue la primera bolsa de India en ofrecer un sistema de comercio electrónico moderno completamente automatizado mediante pantallas,  lo cual brinda una plataforma ágil para los inversores de toda la India. Vikram Limaye es el director Ejecutivo y Gerente General de NSE.
La Bolsa de Valores de India gestiona una capitalización de mercado superior a los 2.27 billones de dólares norteamericanos, lo que la convierte por su volumen en la undécima bolsa de valores del mundo (datos abril 2018). El índice bursátil por antonomasia de la NSE es el NIFTY 50, este índice es utilizado ampliamente por inversores de la India y del mundo como barómetro de los mercados de capitales de India. El índice Nifty 50 fue lanzado al mercado por NSE en 1996. Sin embargo, Vaidyanathan (2016) estima que solo el 4% de la economía de la India / PBI es gestionado mediante las bolsas de valores en la India.
A diferencia de países como Estados Unidos donde casi el 70% del PBI se deriva de las operaciones de grandes empresas y el sector corporativo, el sector corporativo en la India solo representa el 12-14% del PBI (octubre de 2016). De estas únicamente 7800 empresas son públicas de las cuales solo 4000 se negocian en las bolsas BSE y NSE. Por lo tanto las acciones que se negocian en el BSE y NSE solo comprende a un 4% de la economía de India, la cual se nutre en mucho mayor medida de la actividad de sectores informales y domésticos.
El periódico Economic Times estima que a abril de 2018, 60 millones de inversores tenían invertidos sus ahorros en acciones en India, sea mediante la compra directa de acciones o fondos de inversión. Con anterioridad, el informe del Comité Bimal Jalan había estimado que escasamente el 1.3%  de la población de India invierten en el mercado de valores, comparados con el  27% en Estados Unidos y el 10% en China.